# Gnophos ochrofasciata
Gnophos ochrofasciata är en fjärilsart som beskrevs av Otto Staudinger 1895. Gnophos ochrofasciata ingår i släktet Gnophos och familjen mätare. Inga underarter finns listade i Catalogue of Life.